# Yamil Benítez
Pour les articles homonymes, voir Benítez.
Yamil Antonio Benítez (né le 5 octobre 1972 à San Juan, Porto Rico) est un voltigeur qui joue dans les Ligues majeures de baseball de 1995 à 1998 pour Montréal, Kansas City et Arizona.

## Carrière
Yamil Benítez signe son premier contrat professionnel avec les Expos de Montréal en 1989. Il dispute son premier match dans les majeures avec eux le 15 septembre 1995. Il maintient une moyenne au bâton de ,385 en 14 matchs en fin de saison, avec 15 coups sûrs dont deux circuits et sept points produits. En 1996, il ne fait qu'un discret séjour de 11 matchs avec les Expos. 
En janvier suivant, Montréal l'échange aux Royals de Kansas City en retour du lanceur Melvin Bunch. Benítez frappe pour ,267 avec huit circuits et 21 points produits pour les Royals durant la saison 1997, après quoi il est laissé sans protection au repêchage d'expansion de 1992 où il est le 19e joueur sélectionné au total et passe aux Diamondbacks de l'Arizona. En 91 parties pour Arizona en 1998, il frappe pour ,199 avec neuf circuits et 30 points produits.
Yamil Benítez joue 169 parties en quatre saisons dans les Ligues majeures. Sa moyenne au bâton en carrière s'élève à ,243 avec 109 coups sûrs, 19 circuits, 60 points produits et 47 points marqués.